# Ashta (Madhya Pradesh)
Ashta és una vila de Madhya Pradesh, al districte de Sehore, segon el cens de 2001 propera als 40.000 habitants (el 1901 eren 5.534), a la riba oriental del Parbati. Antiga capital del districte occidental de Bhopal (Nizamat-i Maghrib).
Ciutat considerada molt antiga, la realitat és que almenys l'actual és del segle XV i al segle xvi fou capital d'un mahal del sarkar (districte o cercle) de Sarangpur a la suba (província) de Malwa. La ciutat vella està rodejada de muralles amb un fort construït per Dost 
Muhammad Khan el 1716, tot en mal estat. També hi ha una mesquita construïda el 1602.
El 1745 fou ocupada pels marathes però fou retornada a Bhopal per tractat el 1817. El 1837 el nawab Jahangir Muhammad Khan fou assetjat a Ashta per les forces de Kudsia Begum.